# Alejandro Navarro
Alejandro Navarro Brain (Santiago, 20 de noviembre de 1958) es un pedagogo y político chileno. Ejerció como  senador por la Circunscripción electoral XII Biobío Costa entre 2006 y 2022.
En 1994 fue elegido diputado por el distrito Nº 45, ejerciendo durante tres periodos consecutivos, hasta 2006. Fundó en enero de 2009 el Movimiento Amplio Social (MAS), mismo año en que fue proclamado como precandidato a la presidencia de la República. Renunció en 2016 a dicho partido para integrarse al País, colectividad que lo proclamó como su candidato a la presidencia en 2017.

## Familia y educación

### Juventud
El mayor de cuatro hermanos, es hijo de Enrique Fernando Navarro Pérez y Lidia Hilda Brain Corvalán, maestro barnizador de muebles y profesora de filosofía respectivamente. A la edad de 6 años graba radioteatros junto a su tía Julia Navarro, fundadora del Sindicato de Locutores Radiales.Es padre de seis hijos.

### Estudios
Sus estudios primarios los realizó en la Escuela Rafael Sanhueza Lizardi de Recoleta y los secundarios en el Liceo José Miguel Carrera B-36 de Conchalí.
Finalizada su etapa escolar, entró a la carrera de Geografía en la Universidad Católica de Valparaíso, la cual tuvo que abandonar por problemas económicos. Tras realizar un curso de Laboratorista de Suelos en Santiago, trabajó como jefe de obras y caminos en diversas empresas constructoras de puentes y caminos en la Isla Grande de Chiloé, la Carretera Austral y la Región de Los Lagos.
En 1982, ingresa a estudiar Pedagogía en Filosofía en la Universidad de Concepción (UdeC). Es en este período de su vida cuando comenzó a participar en política, prueba de ello es que durante el primer semestre de su carrera se transforma en dirigente estudiantil de la Asociación Gremial Neo Ágora y más tarde en Secretario General de la Federación de Estudiantes de la UdeC (FEC). Navarro Brain egresó de Pedagogía en 1989, titulándose ese mismo año. Más tarde haría un postgrado en Educación, en la Universidad Católica de la Santísima Concepción. Además, entre los años 2007 y 2008 se desempeña como profesor de la Universidad del Bío-Bío.

## Carrera política

### Dirigente juvenil
En 1987 y tras haber sido secretario de difusión, Alejandro es electo Presidente de la Federación de Estudiantes de la Universidad de Concepción, primera agrupación de este tipo que se elige en Chile tras el Golpe de Estado de 1973. Triunfando en todas las mesas de votación, es alabado por su gran liderazgo y valentía demostrada en la defensa de los alumnos, como su lucha por quienes no tenían Crédito Fiscal. Debido a estas actividades, es sancionado repetidas veces por los rectores de esta casa de estudios, designados en ese entonces por quienes participaban de la dictadura de Augusto Pinochet. 
Alejandro ingresó al Partido Socialista en 1983, convirtiéndose algunos años más tarde en miembro del Comité Central de la Juventud Socialista .  En 1989 fue elegido Secretario General en la Región del Bío-Bío del Partido Amplio de Izquierda Socialista (PAIS), cercano al dirigente Clodomiro Almeyda. En 1990 fue nombrado Secretario Regional de la Unión de Jóvenes Socialistas de la misma región y entre 1990 y 1994 participó del Comité Central del Partido Socialista de Chile, después de su reunificación en el congreso general de aquel año. Paralelamente, entre 1991 y 1993 se desempeñó como director regional del Instituto Nacional de la Juventud  (Injuv) de la Región del Bío-Bío.

### Diputado (1994-2006)
En 1994 , Alejandro Navarro fue elegido diputado por la Región del Bíobío, Distrito N.°45, correspondiente a las comunas de Penco, Tomé, Florida, Hualqui, Santa Juana y Coronel. Durante su período legislativo hasta 1998 comienza a destacar por su labor fiscalizadora haciendo eco de las demandas ciudadanas, lo que lo lleva a liderar la Comisión Investigadora de Irregularidades en ENACAR. Además, es parte de la Comisión Especial sobre Plan de Desarrollo de Arica y Parinacota
Junto a otros diputados crea la denominada “bancada verde” de la Cámara Baja, manifestando un interés permanente por los temas medioambientales, desempeñándose como Presidente de la Comisión de Recursos Naturales, Medio Ambiente y Bienes Nacionales y presentando diversos proyectos, como el que buscaba prohibir la importación de sustancias agotadoras de la Capa de Ozono.
Es durante esta etapa que crea su página web www.navarro.cl, convirtiéndose en el primer parlamentario chileno en tener una plataforma digital.
En diciembre de 1997 fue reelecto para el siguiente período para los años 1998 a 2002. Durante su labor, se mantuvo en la Comisión de Recursos Naturales, Bienes Nacionales y Medio Ambiente y se integró a la Comisión de Ciencia y Tecnología. 
A fines del 2001 fue reelegido, logrando el 47% de la votación. Este resultado le significó posicionarse como la primera mayoría a nivel regional y tercera en el país. En el año 2005 se desempeñó además como Vicepresidente de la Cámara de Diputados . 
Navarro Brain presentó diversos y significativos Proyectos de Ley como Diputado, entre estos destacan:
•	Garantizar el acceso público a todos los chilenos a los ríos, el mar y sus playas.
•	Extender el derecho de las madres trabajadoras a amamantar a sus hijos, aún sin la existencia de salas cuna.
•	Obligatoriedad en el uso de cinturones de seguridad en buses interprovinciales.
•	Prohibición de la discriminación laboral por carné de identidad genético.

### Senador, MAS y primera campaña presidencial (2006-2013)
En diciembre de 2005 fue elegido para integrar el Senado por el período 2006 a 2014, por la Circunscripción Senatorial Nº 12 de la región del Bío Bío Costa. Aquí se convierte en la primera mayoría regional y la segunda a nivel nacional con más de 200.000 votos. Su alta votación permite romper el sistema binominal y posicionar a la región como la única en el país donde se alcanza un doblaje sobre la derecha . 
Durante el año 2008 y tras 26 años de militancia, Navarro renuncia al Partido Socialista, debido a diferencias profundas con las políticas impulsadas por la directiva “decidí renunciar al partido pero no al socialismo”, declararía entonces.
Un año más tarde y junto a destacados dirigentes sociales, sindicales y políticos crea el Movimiento Amplio Social (MAS). Tras algunos meses, la misma colectividad con el respaldo de diversas organizaciones sociales lo proclamaría candidato a la Presidencia de la República. sin embargo decidió renunciar a su campaña y entregar su apoyo a otro candidato, siguiendo con su labor senatorial.
Entre los años 2012 y 2013 se desempeñó también como Vicepresidente del Senado.

### Censura, fundación de partido "País" y segunda campaña presidencial (2014-)
En las elecciones parlamentarias de 2013, Navarro fue reelegido Senador por la Región del Biobío Costa para el periodo 2014-2022. Volvió a la mesa de la Cámara Alta, nuevamente como Vicepresidente, entre marzo y julio de 2015, , cuando fue censurado de su cargo por sus pares, luego de publicar en Twitter una lista con los montos de los aportes reservados que recibieron los parlamentarios y de interpelarlos a sincerar si recibieron financiamiento de las pesqueras.
En agosto de 2016 señaló su alejamiento personal de la Nueva Mayoría, y al mes siguiente anunció su renuncia al MAS para fundar el partido político País, cercano a las agrupaciones políticas lideradas por Giorgio Jackson y Gabriel Boric. Sin embargo, dicha agrupación sería vetada por el Frente Amplio, debido a que este no querría que Navarro liderase el nuevo conglomerado.
En mayo de 2017, País entregó 8500 firmas ante el Servicio Electoral de Chile para inscribirse como partido nacional. Además, se anunció la candidatura presidencial de Alejandro Navarro para las elecciones del mismo año.
En la elección, Navarro consiguió 24 019 sufragios con el 0,36 %, transformándose en uno de los candidatos presidenciales menos votados de la historia junto a Arturo Frei Bolívar en 1999 (0,38 %). Solo superó a Tomás Jocelyn-Holt, quien en 2013 alcanzó el 0,19 %.

## Comisiones
Como legislador, Alejandro Navarro ha participado en diversos comités, varios de los cuales ha presidido. Ha integrado y/o liderado las Comisiones de:
- Recursos Naturales
- Bienes Nacionales y Medio Ambiente
- Trabajo y Seguridad Social
- Ciencia y Tecnología
- Especial sobre Actuaciones de Funcionarios Públicos en Caso Matute Johns
- Que Establece Beneficios para los Discapacitados
- Gobierno Interior
- Regionalización
- Planificación y Desarrollo Social
- Investigadora sobre contaminación por plomo en la ciudad de Arica

## Hitos
Durante su carrera parlamentaria Navarro Brain ha participado en distintas oportunidades en el debate acerca de la utilización de software libre por parte del Estado chileno, argumentando los más de 30 millones de dólares que se pagan a compañías como Microsoft por el uso de sus patentes. Es más, presentó un Proyecto de Ley que proponía su uso en el Estado, sin embargo fue declarado inadmisible .  
Así como en sus años de Diputado se le conocía por la autoría de diversos Proyectos de Ley (66) y Oficios (3700), durante su ejercicio como Senador ha destacado por sus intervenciones (más de 1.600). Además, ha continuado su labor fiscalizadora, sobrepasando los 5.000 Oficios de investigación sobre diversas materias, además de persistir en su afán de cambiar anticuados edictos, enviando 376 Proyectos de Ley y 281 Proyectos de Acuerdo. 
Tras pasar años en el parlamento, varias de estas iniciativas han visto la luz por lo que se han promulgado ya 15 leyes de su autoría. Entre sus logros más conocidos se encuentran:
Ley N.° 20.394: Prohíbe condicionar la atención de salud al otorgamiento de cheques o dinero en efectivo .
Ley Nº 20.088: Establece como obligatoria la declaración patrimonial de bienes a las autoridades que ejercen una función pública .
Ley Nº 19.680: Prohíbe el uso de fuegos artificiales mediante control de armas y explosivos .
Ley Nº 20.166: Extiende el derecho de las madres trabajadoras a amamantar a sus hijos aun cuando no exista sala cuna .
Ley Nº 20.131: Reduce la edad para participar en juntas de vecinos .
Ley 20507: Tipifica los delitos de tráfico ilícito de migrantes y trata de personas y establece normas para su prevención y más efectiva persecución criminal .
De la misma manera, Alejandro ha puesto diversos temas de importancia en boga, como el luchar por la cancelación del proyecto que busca instalar represas en el sur de Chile, siendo un actor importante en la iniciativa Patagonia sin Represas . Junto con aquello, ha abogado por una Asamblea Constituyente, previo a una gran consulta ciudadana y que conduzca a la instauración de una nueva Constitución. De esta manera, Navarro ha hecho eco del clamor de la ciudadanía, liderado discusiones a nivel nacional como el debate sobre la elección directa de los Intendentes o el límite a la reelección en los cargos de representación popular.
Aboga también por la abolición de las Administradoras de Fondos de Pensiones, a las cuales se les critica el no entregar efectivamente la jubilación total luego de años de cotizaciones.
Por este motivo, cada vez que Alejandro interviene en el Senado termina con la frase: “Patagonia sin represas, nueva Constitución ahora, no más AFP”.
Alejandro Navarro es durante el 2015 Vicepresidente del Senado .

## Controversias

### Proyectos de ley copiados de Internet
En 2007, un reportaje realizado en televisión por el Canal 13, mostró que los párrafos de un proyecto de ley realizado por Navarro sobre el desarrollo de la nanotecnología en Chile, estaban copiados íntegramente desde diferentes sitios web, y en especial del respectivo artículo de Wikipedia en español sobre el tema. El proyecto de ley tenía como finalidad prohibir y sancionar tanto la utilización como la investigación en el ámbito de la nanotecnología, lo que provocó la reacción inmediata de los académicos y rectores de las universidades del país, quienes atacaron el contenido del proyecto señalando las posibles consecuencias negativas para el país. El senador, al ser cuestionado por este hecho calificó la utilización de la información como una «suerte de asesoría». En otros proyectos presentados, como por ejemplo uno respectivo a las semillas transgénicas y a la regulación de grupos mercenarios contratados en Chile, también se detectaron copias de sitios de Internet, sin detallar referencias ni fuentes de ningún tipo.
En abril de 2012, con motivo del Día Mundial de Concienciación sobre el Autismo, presentó un proyecto ante el Congreso Nacional, donde declara que el autismo es «una epidemia mundial en expansión». Por lo demás, gran parte del texto que usa como sustento de su tesis fue copiado íntegramente de un folleto lanzado por la organización estadounidense Austism Speaks, el cual se encuentra en el sitio argentino Red Mundoingenio.

### Participación en marchas sindicales
El día 29 de agosto del año 2007, durante las movilizaciones convocadas por la Central Unitaria de Trabajadores, mientras el Senador Navarro se encontraba apoyando a los participantes de una manifestación que no estaba autorizada, Carabineros detuvo de manera violenta al dirigente comunista Lautaro Carmona, lo que generó la iracunda reacción de Alejandro Navarro. El Senador se dirigió hacia los carabineros intentando influenciarlos con su cargo de Senador de la República, al darse cuenta de que este argumento no lograba intervenir a favor de Carmona, el Senador atacó con empujones y puntapiés a los efectivos de fuerzas especiales, lo que quedó registrado por una cámara del canal Chilevisión. Luego de este incidente el Senador fue agredido en la cabeza por el carabinero atacado por Navarro en primera instancia, el golpe del carabinero fue realizado con un bastón retráctil. Este incidente le provocó diversas lesiones que fueron atendidas en la Posta Central de la capital chilena. Las movilizaciones habían sido convocadas para protestar por el sistema neoliberal, el sistema de transporte público de Santiago (Transantiago) y por las condiciones laborales de los trabajadores.

### Accidente laboral
El 22 de julio de 2012 sufrió un accidente mientras conducía una moto de nieve, que le provocó una fractura múltiple a la columna, una complicación pulmonar y lesiones en todo el cuerpo. Navarro fue internado en el Hospital Clínico del Sur, en Concepción, siendo operado exitosamente dos días después. El senador solicitó que el accidente fuese calificado como laboral y pese a las pruebas presentadas a la Asociación Chilena de Seguridad, la petición fue desestimada.

### Apoyo al chavismo

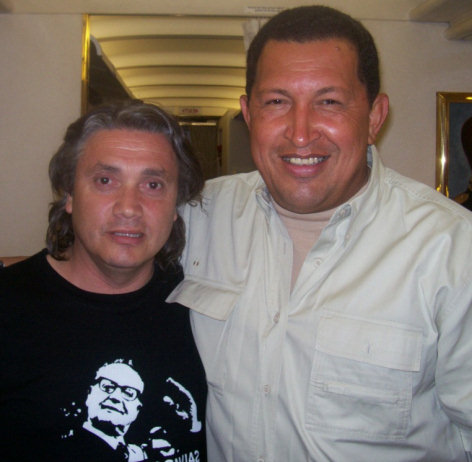
Navarro junto a Hugo Chávez en 2009.

Alejandro Navarro es un férreo e incondicional defensor de la «Revolución bolivariana», proyecto instaurado por el fallecido mandatario venezolano Hugo Chávez, siendo considerado como un «chavista». Navarro ha llegado a comparar la situación de Venezuela con el ambiente que se vivía en Chile los días previos al golpe de Estado de 1973.
En marzo de 2014 mientras realizaba una conferencia en la Sede Central de la Universidad Católica de Chile, fue increpado por una ciudadana venezolana presente cuando este destacó «la libertad de expresión», que a su juicio se vive en el gobierno del presidente Nicolás Maduro, declarando que «ojalá pudiéramos tener la posibilidad de tener la libertad de prensa que existe en Venezuela».
Durante el año 2017, critica al Gobierno y Parlamento chilenos por «manipular los sucesos que realmente ocurren en Venezuela», en medio de la crisis política de dicho país.
En julio de 2019, durante el congreso del Foro de Sao Paulo realizado en Caracas, vuelve a entregar su apoyo al régimen que encabeza Nicolás Maduro. Esta vez, después de que la Alta Comisionada para los Derechos Humanos de la ONU, Michelle  Bachelet, emitiera un informe detallando numerosas violaciones a los derechos humanos cometidas en Venezuela. Esto, mientras Alejandro Navarro preside la Comisión de Derechos Humanos del senado chileno, lo cual causó muchas críticas en ese país. El 26 de enero de 2022 se realizó una votación solicitada por el senador Felipe Kast para destituir a Navarro de la presidencia de la comisión de DD.HH del Senado, argumentando "actitudes negacionistas" por su parte a las violaciones de los DD.HH cometidas en Venezuela, lográndose así reunir los votos para censurar y destituir de la presidencia de la comisión a Navarro.